# Royal Liverpool Golf Club
Royal Liverpool Golf Club er en golfklub i Hoylake, Merseyside, North West England. Den blev grundlagt i 1869 Liverpool Hunt Clubs væddeløbsbane og modtog "Royal"-designationen i 1871 fra Hertugen af Connaught, som var en af Dronning Victoria's yngre sønner. Robert Chambers og George Morris (yngre bror til Old Tom Morris) blev antaget til at designe den oprindelige Hoylake-bane, som blev udvidet til 18 huller i 1871. Harry Colt, en af verdens førende golfbanearkitekter, redesignede banen i begyndelsen af den 20. århundrede, og den er siden blev tilpasset med jævne mellemrum, hovedsageligt som svar på udviklingen inden for golfudstyr.
På trods af klubbens navn, ligger den ikke i Liverpool men i den lille by Hoylake på halvøen Wirral, som er adskilt fra Liverpool af Mersey-flodens udmunding. Banen omtales derfor ofte som Hoylake. Den har én 18-hullersbane, som er en linksbane.

## Historie
Hoylake's historie indeholder en del begivenheder, som indtraf for første gang i golfhistorien. Klubben var igangsætter og vært for det første amatørmesterskab for mænd, som efterfølgende udviklede sig til The Amateur Championship. Den var vært for den første golflandskamp mellem Skotland og England i 1902. Den var vært for de første Home International-matcher og den første transatlantiske match mellem Storbritannien & Irland og USA i 1921, en begivenhed som blev til Walker Cup det følgende år. Det er faktisk Royal Liverpool Golf Club's bidrag til amatørgolf, der har adskilt klubben fra andre klubber i England. Selvom det var The Royal and Ancient Golf Club of St Andrews, der i slutningen af det 19. århundrede antog rollen som golfsportens styrende organ, var det i Hoylake at amatørstatusreglerne blev fremlagt. The Open Championship i 1930 blev spillet i Hoylake, og det var den anden del af Bobby Jones's historiske Grand Slam in 1930. En ung John Lennon spadserede en gang ofte over banen for at besøge sin kæreste og senere kone, Cynthia Powell, som boede i Hoylake.
I 2006 blev The Open Championship afholdt i Royal Liverpool Golf Club for første gang siden 1967. I forbindelse med mesterskabet, fik banen ændret sin hulrækkefølge en smule, således at det gamle 16. hul (et langt par 5) blev 18. hul. Samtidig blev de gamle 17. og 18. hul i stedet 1. og 2. hul, mens det gamle 1. hul blev til 3. hul osv.